# Луїзі-Келугера
Луїзі-Келугера (рум. Luizi-Călugăra) — село у повіті Бакеу в Румунії. Входить до складу комуни Луїзі-Келугера.
Село розташоване на відстані 239 км на північ від Бухареста, 7 км на південний захід від Бакеу, 89 км на південний захід від Ясс, 136 км на північний схід від Брашова.

## Населення
За даними перепису населення 2002 року у селі проживали 2619 осіб, з них 2613 осіб (99,8%) румунів.
Рідною мовою назвали:
| Мова      | Кількість осіб | Відсоток |
| --------- | -------------- | -------- |
| румунську | 2613           | 99,8%    |
| угорську  | 6              | 0,2%     |